# His New Profession
His New Profession este un film american de comedie din 1914  produs de Mack Sennett și regizat de Charlie Chaplin. În alte roluri interpretează actorii Charley Chase, Cecile Arnold, Harry McCoy, Roscoe Arbuckle, Minta Durfee, Charles Murray și Jess Dandy.

## Distribuție
- Charles Chaplin - Charlie
- Charley Chase - Nephew
- Cecile Arnold - Girl with Eggs
- Harry McCoy - Policeman
- Roscoe Arbuckle - Bartender
- Helen Carruthers - Woman (nemenționat)
- Charles Murray - Drinker (nemenționat)
- Jess Dandy - Invalid Uncle